# Senglea
Senglea (maltesiska: L-Isla), även känd som Città Invicta, är en ort och kommun i republiken Malta. Den ligger på ön Malta